# Беклемишево (Ульяновская область)
Беклемишево — село в Вешкаймском районе Ульяновской области России. Входит в состав Стемасского сельского поселения.

## География
Село находится в северо-западной части Ульяновской области, в лесостепной зоне, в пределах Приволжской возвышенности, на берегах реки Стемасс, на расстоянии примерно 26 километров (по прямой) к юго-востоку от Вешкаймы, административного центра района. Абсолютная высота — 203 метра над уровнем моря.
Климат
Климат характеризуется как умеренно континентальный, с тёплым летом и умеренно холодной зимой. Средняя температура воздуха самого тёплого месяца (июля) — 20,4 °C (абсолютный максимум — 38 °C); самого холодного (января) — −14 °C (абсолютный минимум — −48 °C). Среднегодовое количество атмосферных осадков составляет 395—521 мм. Снежный покров образуется в конце ноября и держится в течение 128 дней.
Часовой пояс
Село Беклемишево, как и вся Ульяновская область, находится в часовой зоне МСК+1. Смещение применяемого времени относительно UTC составляет +4:00.

## История
Основано в XVII веке. В XVIII веке село принадлежало русскому дворянину Мятлеву Пётру Васильевичу, затем его сыну Мятлеву Ивану Петровичу, которые бывали здесь каждое лето. 
В 1858 году помещиками Обуховым и Галаховым был построен каменный храм. Престолов нём три: главный (холодный) — в честь Сретения Господня и в приделах (теплый): в правом — во имя св. мученицы Софии, а в левом — во имя Святителя и Чудотворца Николая. В с. Бутырках имеется домовая церковь с престолом во имя св. благоверного князя Александра Невского. 

## Население
| 2010 |
| ---- |
| 462  |

Национальный состав
Согласно результатам переписи 2002 года, в национальной структуре населения русские составляли 95 % из 591 чел.